# Jakob Hein
Pour les articles homonymes, voir Hein.
Jakob Hein (* né en 1971 à Leipzig) est un auteur et médecin allemand.

## Biographie
Jakob Hein est le second fils de l'écrivain Christoph Hein et de la réalisatrice Christiane Hein. En 1990, il obtient son Abitur, variante allemande du baccalauréat, à Berlin-Est. Hein étudie ensuite la médecine à Berlin, Stockholm et Boston. En 2000, il soutient sa thèse à l'université Humboldt de Berlin : The specific disorder of arithmetical skills.
Hein vit à Berlin où il travaille en tant qu'écrivain et fait régulièrement des lectures. Parallèlement, entre 1998 et 2011, il continue d'exercer en tant que médecin-chef dans une clinique psychiatrique et psychothérapeutique et à l'hôpital universitaire de la Charité de Berlin.
En 1998, il rejoint le groupe de lecture berlinois Reformbühne Heim & Welt qui se produit régulièrement au Kaffee Burger, où il s'essaye à la lecture en compagnie d'autres collègues (comme Vladimir Kaminer) sous différentes formes, comme le slam, le stand-up ou tout simplement des lectures. Ce groupe joue un rôle particulier pour l'écriture de ses deux premiers livres : les histoires de Hein sont souvent courtes, pleines d'humour, et traitent de thèmes quotidiens, souvent considérés avec mépris comme peu littéraires.

## Œuvres en allemand
- Mein erstes T-Shirt. Piper, München 2001,  (ISBN 3-492-27025-5).
- Formen menschlichen Zusammenlebens. Piper, Munich 2003,  (ISBN 3-492-27046-8).
- Vielleicht ist es sogar schön. Piper, Munich 2004,  (ISBN 3-492-04603-7).
- Rede eines jungen Autors für seinen alten Verlag. Piper, München 2004
- Mexiko - Mexiko. Berliner Handpresse, Berlin 2005
- Gebrauchsanweisung für Berlin. Piper, Munich 2006,  (ISBN 3-492-27555-9).
- Herr Jensen steigt aus. Piper, Munich 2006,  (ISBN 978-3-492-04857-6).
- Antrag auf ständige Ausreise und andere Mythen der DDR. Piper, Munich 2007,  (ISBN 3-492-25046-7).
- Der Alltag der Superhelden: Märchen für anders begabte Erwachsene. Édition TIAMAT, Berlin 2008,  (ISBN 3-89320-123-8).
- Vor mir den Tag und hinter mir die Nacht. Piper, Munich 2008,  (ISBN 978-3-492-05207-8).
- Liebe ist ein hormonell bedingter Zustand. Piper, Munich 2009,  (ISBN 978-3-492-05359-4).
- Wurst und Wahn. Ein Geständnis. Galiani Verlag, Berlin 2011.  (ISBN 978-3-86971-047-1).

## Œuvre traduite en français
- Qui sait ? Peut-être même que c'est bien.... Éditions de l'inventaire, Piper, 2011,  (ISBN 2910490882).